# Cleistanthus papyraceus
Cleistanthus papyraceus är en emblikaväxtart som beskrevs av Airy Shaw. Cleistanthus papyraceus ingår i släktet Cleistanthus och familjen emblikaväxter. Inga underarter finns listade i Catalogue of Life.